# Hugo Sperrle
Hugo Sperrle (Ludwigsburg, 7 de Fevereiro de 1885 – Munique, 2 de Abril de 1953) foi um aviador marechal-de-campo alemão da Luftwaffe durante a Segunda Guerra Mundial. 

## Biografia
Sperrle ingressou no Exército Imperial Alemão em 1903. Ele serviu na artilharia após a eclosão da Primeira Guerra Mundial. Em 1914, ele ingressou na Luftstreitkräfte como observador e depois treinou como piloto. Sperrle encerrou a guerra no posto de Hauptmann (capitão) no comando de um anexo de reconhecimento aéreo de um exército de campanha.
No período entre guerras, Sperrle foi nomeado para o Estado-Maior do Reichswehr, servindo a República de Weimar no ramo de guerra aérea . Em 1934, depois que o Partido Nazista tomou o poder, Sperrle foi promovido a Generalmajor (General de Brigada) e transferido do exército para a Luftwaffe. Sperrle recebeu o comando da Legião Condor em novembro de 1936 e lutou com a força expedicionária na Guerra Civil Espanhola até outubro de 1937.
Sperrle foi nomeado oficial comandante do Luftwaffengruppenkommando 3 (Air Force Group Command 3), o precursor do Luftflotte 3 (Air Fleet 3) em fevereiro de 1938. Sperrle foi usado durante o Anschluss e a crise tcheca pela liderança nazista para ameaçar outros governos com bombardeio. Sperrle participou de várias reuniões importantes com líderes austríacos e tchecos para esse fim, a convite de Adolf Hitler.
Em setembro de 1939, a Segunda Guerra Mundial começou com a invasão da Polônia. Sperrle e sua frota aérea serviram exclusivamente na Frente Ocidental. Ele desempenhou um papel crucial na Batalha da França e na Batalha da Grã-Bretanha em 1940. Em 1941, Sperrle dirigiu as operações durante o Blitz sobre a Grã-Bretanha. A partir de meados de 1941, sua frota aérea tornou-se o único comando no oeste. Em 1941 e 1942, ele defendeu a Europa ocupada pelos alemães contra a Royal Air Force, bem como as Forças Aéreas do Exército dos Estados Unidos em 1943. O comando de Sperrle foi esgotado nas batalhas de atrito impostas a ele pela Ofensiva Combinada de Bombardeiros.

Em meados de 1944, a frota aérea de Sperrle foi reduzida à impotência e não conseguiu repelir os desembarques dos Aliados na Europa Ocidental. Como consequência, Sperrle foi demitido para o Führerreserve e nunca mais ocupou um comando sênior. Em 1º de maio de 1945, ele foi capturado pelos britânicos. Após a guerra, ele foi acusado de crimes de guerra no julgamento do alto comando, mas foi absolvido. Sperrle estava envolvido no suborno de oficiais superiores da Wehrmacht.